# Shari Bossuyt
Shari Bossuyt (Kortrijk, 5 september 2000) is een Belgisch wielrenster die zowel op de baan als op de weg rijdt. Bossuyt komt sinds 2025 uit voor AG Insurance-Soudal.

## Carrière
Ze won goud op de wereldkampioenschappen baanwielrennen 2022 op het onderdeel koppelkoers. Dit reed ze samen met Lotte Kopecky. Eveneens in 2022 won ze op de weg de jongerenklassementen in de Ronde van België en de EasyToys Bloeizone Fryslân Tour.
Op 19 maart 2023 won ze de slotrit van de Ronde van Normandië, maar in juni bleek dat ze na deze overwinning positief testte op het gebruik van letrozole metabolite, hetzelfde middel dat bij veldrijder Toon Aerts werd aangetroffen in januari 2022. Ze werd door haar ploeg Canyon-SRAM op non-actief gezet. Zelf beweerde ze onschuldig te zijn. In januari 2024 werd ze veroordeeld tot twee jaar schorsing ondanks dat het Franse dopingagentschap erkende dat het gebruik niet intentioneel was.

## Palmares

### Baan
| Jaar     | BK                               | EK                                | WK          | Overige  |
| Junioren | Junioren                         | Junioren                          | Junioren    | Junioren |
| -------- | -------------------------------- | --------------------------------- | ----------- | -------- |
| 2017     | omnium                           |                                   |             |          |
| 2018     |                                  | afvalkoers · omnium · scratch     | puntenkoers |          |
| Beloften |                                  |                                   |             |          |
| 2019     | afvalkoers · puntenkoers         |                                   |             |          |
| 2020     |                                  | puntenkoers                       |             |          |
| 2021     |                                  | puntenkoers                       |             |          |
| 2022     |                                  | afvalkoers · omnium · koppelkoers |             |          |
| Elite    |                                  |                                   |             |          |
| 2018     | achtervolging · scratch · omnium |                                   |             |          |
| 2019     | omnium                           |                                   |             |          |
| 2020     |                                  |                                   |             |          |
| 2021     |                                  | puntenkoers                       |             |          |
| 2022     | afvalkoers · puntenkoers         |                                   | koppelkoers |          |
| 2023     |                                  | puntenkoers                       |             |          |

### Weg
2017
 Belgisch kampioenschap tijdrijden, junioren
 Belgisch kampioenschap op de weg, junioren
2018
2e etappe Omloop van Borsele
Puntenklassement Omloop van Borsele
 Belgisch kampioenschap tijdrijden, junioren
 Belgisch kampioenschap op de weg, junioren
 Belgisch kampioenschap ploegentijdrit, junioren
2020
 Belgisch kampioenschap op de weg, elite
 Belgisch kampioenschap op de weg, U23
2021
 Belgisch kampioenschap op de weg, U23
 Belgisch kampioenschap tijdrijden, U23
2e etappe Watersley Womens Challenge (ITT)
2022
Jongerenklassement EasyToys Bloeizone Fryslân Tour
 Belgisch kampioenschap op de weg, elite
Jongerenklassement Ronde van België
2023
3e etappe Ronde van Normandië

#### Resultaten in voornaamste wedstrijden
| Jaar | Gent-Wevelgem | Ronde van Vlaanderen | Parijs-Roubaix | Classic Brugge-De Panne |  | WK op de weg |
| ---- | ------------- | -------------------- | -------------- | ----------------------- |  | ------------ |
| 2021 |               |                      | 37e            | opgave                  |  | 59e          |
| 2022 | 24e           |                      | 48e            | 20e                     |  |              |
| 2023 | 10e           | 18e                  | 61e            | 5e                      |  |              |

## Ploegen
- 2020 –  NXTG Racing
- 2021 –  NXTG Racing
- 2022 –  Canyon-SRAM
- 2023 –  Canyon-SRAM
- 2024 –  Canyon-SRAM
- 2025 –  AG Insurance-Soudal vanaf 14 juni[7]

Amialiusik · Barnes · Bossuyt · Bradbury · Chabbey · Cromwell · Dygert · Harris · Harvey · Klein · Niewiadoma · Oudeman · Paladin · Rooijakkers · Roy
Bäckstedt (vanaf 1/9) · Bauernfeind · Bossuyt · Bradbury · Chabbey · Cromwell · van der Duin · Dygert · Niedermaier · Niewiadoma · Paladin · Rooijakkers · Roy · Skalniak-Sójka · Towers
Bäckstedt · Bauernfeind · Bossuyt · Bradbury · Chabbey · Cromwell · Czapla · van der Duin · Dygert · Morrice · Niedermaier · Niewiadoma · Paladin · Skalniak-Sójka · Towers
Bastiaenssen · Benito · Bentveld · Borgström · Bossuyt (vanaf 14/6) · Castrique · De Schepper · Ghekiere · Gigante · Goossens · Le Court · Louw · Manly · Masetti · Moolman · Pluimers · Steigenga · Van de Velde · Verhulst-Wild · Žigart